# Larry Hughes
Larry Hughes (St. Louis, Missouri, 23. siječnja 1979.) umirovljeni je američki profesionalni košarkaš. Igrao je na poziciji bek šutera. Izabran je u 1. krugu (8. ukupno) NBA drafta 1998. od Philadelphia 76ersa.

## Rani život
Hughes je pohađao srednju školu Christian Brothers College High School, te s njome 1997. osvojio naslov državnog prvaka Missourija. Igrao je na sveučilištu Saint Louis, nakon čega se prijavio na draft. U svojoj prvoj i jedinoj sveučilišnoj sezoni, Hughes je prosječno postizao 20,9 poena, 5,1 skok, 2,4 asistencije i 2,1 ukradenu loptu po utakmici. Te godine (1997.) odveo je svoju momčad do drugog kruga NCAA natjecanja, nakon što su u prvom porazili sveučilište Massachusetts. Na kraju sezone doibio je nagradu za freshmana godine.

## NBA
Hughes je izabran kao 8. izbor NBA drafta 1998. od Philadelphia 76ersa. Kratko vrijeme igrao je za Golden State Warriors, a najveće i najbolje sezone odigrao je u dresu Washington Wizardsa. Odnje je u sezoni 2004./05. odigrao ponajbolju sezonu karijere i bio izabran u NBA All-Defensive prvu petorku. To mu je ujedno bila i posljednja sezona u Wizardsima, a onda je potpisao bogat petogodišnji ugovor vrijedan 70 milijuna dolara s Cleveland Cavaliersima. Doveden je u Cavse kao okosnica momčadi i zajedno s LeBronom Jamesom trebao činiti odličan vanjski tandem lige. Međutim, zbog raznih ozljeda u tri sezone od mogućih 246, propustio je 146 utakmica, što je skoro polovica po sezoni. Uz to, pali su mu statistički podatci u odnosu na sezone u Wizardsima, ali je tijekom utakmica kada je bio zdrav, bio drugi strijelac momčadi iza LeBrona. 
21. veljače 2008., Hughes je mijenjan u Chicago Bullse kao dio razmjene između tri kluba, tj. Seattle SuperSonicsa i Cleveland Cavaliersa. Dolaskom u Chicago preselio se na klupu i ulazio u igru kao šesti igrač. Najbolju utakmicu do kraja sezone odigrao je upravo protiv Cavsa, kada je ubacio 25 poena, podijelio devet lopti suigračima za ubačaj te uhvatio osam skokova, čime je predvodio svoju momčad do pobjede sa 101:98. Početkom nove sezone zaradio je ozljedu ramena, ali se vratio u igru studenom iste godine. Međutim, dolaskom još jednog beka Derricka Rosea postao je nezadovoljan ulogom koju ima na parketu te je izjavio: "Ne želim više ovako igrati". Nisam zadovoljan s nekih 15-20 minuta po utakmici. Nešto se mora promijeniti."
19. veljače 2009., Hughes je otišao u New York Knickse, dok su iz Knicksa u Chicago stigli Tim Thomas, Jerome James i Anthony Roberson. 18. veljače 2010. Hughes je mijenjan u Sacramento Kingse u velikoj zamjeni u kojoj su sudjelovale tri momčadi.Međutim ubrzo je otpušten iz kluba te je 13. ožujka potpisao ugovor s Charlotte Bobcatsima, kojim bi ostao u Bobcatsima do kraja sezone.

## NBA statistika

### Regularni dio
| Godina    | Klub         | Odig. uta. | Uta. poč. | Min. | 2P%  | 3P%  | Sl. bac.% | Skok. | Asist. | Ukr. lop. | Blok. | Poena |
| --------- | ------------ | ---------- | --------- | ---- | ---- | ---- | --------- | ----- | ------ | --------- | ----- | ----- |
| 1998./99. | Philadelphia | 50         | 1         | 19.8 | .411 | .154 | .709      | 3.8   | 1.5    | .9        | .3    | 9.1   |
| 1999./00. | Philadelphia | 50         | 5         | 20.4 | .416 | .216 | .746      | 3.2   | 1.5    | 1.1       | .2    | 10.0  |
| 1999./00. | Golden State | 32         | 32        | 40.8 | .389 | .243 | .736      | 5.9   | 4.1    | 1.9       | .5    | 22.7  |
| 2000./01. | Golden State | 50         | 45        | 36.9 | .383 | .187 | .766      | 5.5   | 4.5    | 1.9       | .6    | 16.5  |
| 2001./02. | Golden State | 73         | 56        | 28.1 | .423 | .194 | .737      | 3.4   | 4.3    | 1.5       | .3    | 12.3  |
| 2002./03. | Washington   | 67         | 56        | 31.9 | .467 | .367 | .731      | 4.6   | 3.1    | 1.3       | .4    | 12.8  |
| 2003./04. | Washington   | 61         | 61        | 33.8 | .397 | .341 | .797      | 5.3   | 2.4    | 1.6       | .4    | 18.8  |
| 2004./05. | Washington   | 61         | 61        | 38.7 | .430 | .282 | .777      | 6.3   | 4.7    | 2.9       | .3    | 22.0  |
| 2005./06. | Cleveland    | 36         | 31        | 35.6 | .409 | .368 | .756      | 4.5   | 3.6    | 1.5       | .6    | 15.5  |
| 2006./07. | Cleveland    | 70         | 68        | 37.1 | .400 | .333 | .676      | 3.8   | 3.7    | 1.3       | .4    | 14.9  |
| 2007./08. | Cleveland    | 40         | 32        | 30.3 | .377 | .341 | .815      | 3.6   | 2.4    | 1.5       | .3    | 12.3  |
| 2007./08. | Chicago      | 28         | 25        | 28.9 | .387 | .353 | .775      | 3.1   | 3.1    | 1.4       | .2    | 12.0  |
| 2008./09. | Chicago      | 30         | 6         | 26.4 | .412 | .392 | .817      | 3.1   | 2.0    | 1.2       | .3    | 12.0  |
| 2008./09. | New York     | 25         | 14        | 27.5 | .390 | .385 | .794      | 2.6   | 2.4    | 1.4       | .2    | 11.2  |
| Ukupno    |              | 673        | 493       | 31.4 | .409 | .310 | .754      | 4.3   | 3.2    | 1.5       | .3    | 14.6  |

### Doigravanje
| Godina    | Klub         | Odig. uta. | Uta. poč. | Min. | 2P%  | 3P%  | Sl. bac.% | Skok. | Asist. | Ukr. lop. | Blok. | Poena |
| --------- | ------------ | ---------- | --------- | ---- | ---- | ---- | --------- | ----- | ------ | --------- | ----- | ----- |
| 1998./99. | Philadelphia | 8          | 2         | 24.8 | .403 | .000 | .833      | 4.6   | 2.0    | 1.9       | 1.1   | 10.3  |
| 2004./05. | Washington   | 10         | 10        | 40.1 | .376 | .212 | .831      | 7.1   | 3.7    | 2.0       | .7    | 20.7  |
| 2005./06. | Cleveland    | 9          | 8         | 37.3 | .319 | .278 | .742      | 3.0   | 4.0    | 2.2       | .1    | 11.1  |
| 2006./07. | Cleveland    | 18         | 18        | 35.5 | .347 | .352 | .746      | 3.9   | 2.4    | 1.4       | .4    | 11.3  |
| Ukupno    |              | 45         | 38        | 35.0 | .358 | .277 | .790      | 4.6   | 3.0    | 1.8       | .6    | 13.2  |

## Vanjske poveznice
- Profil na NBA.com